# Fiftyfifty

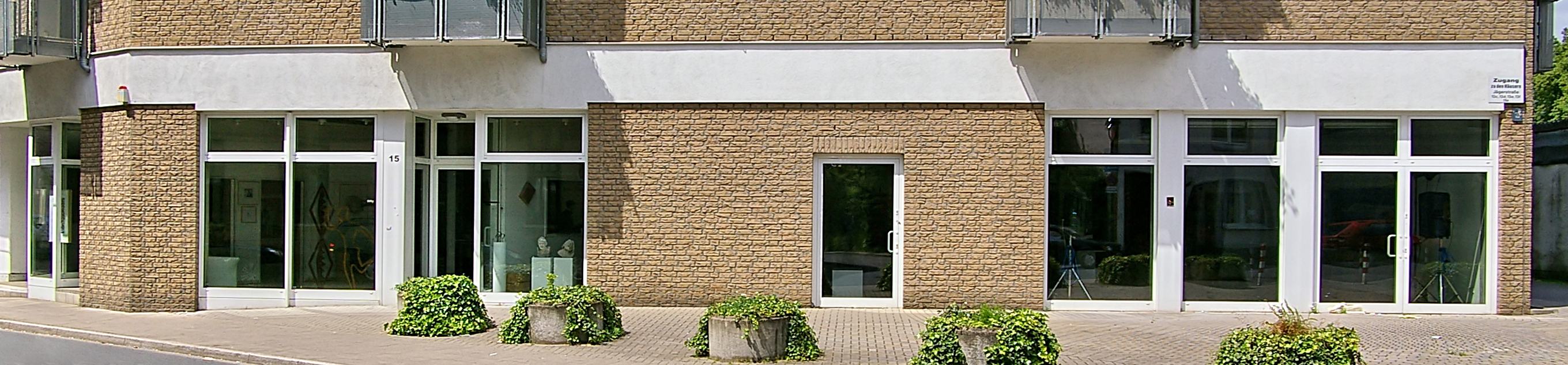
Galerie in der Jägerstraße, Düsseldorf

fiftyfifty, 1995 als Asphalt e. V. gegründet, ist ein gemeinnütziger Verein zur Unterstützung von Obdachlosen im Raum Düsseldorf. In den verschiedenen Projekten werden unterschiedliche Lebenshilfen angeboten.

## Aktivitäten
- Straßenmagazin fiftyfifty
- Housing-First und Housing-First-Fonds: Wohnungen für Obdachlose[1]
- Underdog: Mobile Tierarztpraxis die Veterinärmedizinische Hilfe für die Tiere von Obdachlosen leistet.[2]
- Straßenleben: Alternative Stadtführungen die von Obdachlosen und ehemals Obdachlosen geleitet werden. Betroffene zeigen Düsseldorf aus ihrer Sicht; Schlafplätze, Anlauf- und Notschlafstellen, Treffpunkte.[3]
- gutenachtbus: Der gutenachtbus fährt mehrmals die Woche nachts bestimmte Stellen in der Düsseldorfer Altstadt und am Hauptbahnhof an. Menschen auf der Straße können dort Essen, Getränke, Kleidung, Schlafsäcke sowie sozialarbeiterische Hilfe erhalten.[4]

Der Verein finanziert seine Arbeit durch Spenden und Benefiz-Kunst. fiftyfifty betreibt in seinen Räumen eine Kunstgalerie. Für die Galerie haben bedeutende Künstler wie Jörg Immendorff, Renata Jaworska, Günther Uecker, Otto Piene, Markus Lüpertz, Gerhard Richter, Daniel Richter, Katharina Sieverding, Tony Cragg, Candida Höfer, Felix Droese, Rosemarie Trockel, Bernd und Hilla Becher, Stephan Kaluza, Katharina Mayer, Thomas Struth, Marcus Schwier, Thomas Ruff und Klaus Klinger Werke gespendet.
Der Verein ist Herausgeber der gleichnamigen Straßenzeitung fiftyfifty und tritt unter diesem Namen auf. Erstmals erschien die fiftyfifty im April 1995. Initiatoren waren der Religionspädagoge und Journalist Hubert Ostendorf und Franziskaner Mönch Bruder Matthäus Werner von den Armen-Brüder des hl. Franziskus. Die fiftyfifty erscheint monatlich und wird im Straßenverkauf vertrieben. Der Verkaufspreis liegt bei 2,80 Euro. Die Verkäufer zahlen 1,40 für den Ankauf, die Differenz ist ihr Gewinn. Wer die Zeitung verkaufen möchte erhält einen Verkaufsausweis und darf auch nur mit diesem verkaufen. Viele, aber nicht alle aus der Verkäuferschaft sind obdachlos. Das Angebot richtet sich generell an von Armut betroffene Menschen, dazu zählen auch Migranten aus dem osteuropäischen Raum, für die der Verein sozialarbeiterische Beratung in ihrer Muttersprache ermöglicht. Der Verkauf einer Straßenzeitung bietet den Menschen die Möglichkeit Geld hinzu zu verdienen ohne zu betteln. Die Tätigkeit wirkt tagesstrukturierend und kann helfen Kontakte zu knüpfen. Ein Team von Sozialarbeitern steht den Zeitungsverkäufern bei Anliegen zur Seite. Das Verkaufsgebiet erstreckt sich über Düsseldorf, Duisburg und Neuss, das Bergische Land, Bonn, Essen, Mönchengladbach. Von Einzelnen wird sie auch in Frankfurt am Main angeboten. Im Bergischen Land und Bonn wird die Düsseldorfer-Ausgabe durch einzelne lokale Seiten ergänzt.
fiftyfifty setzte als einer der ersten den Housing-First Ansatz in Deutschland um. Der Fernsehsender VOX zeigte im Februar 2020 mit „Obdachlos – Einzug in ein neues Leben“ eine Doku-Reihe zu der Umsetzung des Housing-First Ansatzes bei fiftyfifty.
Im Jahr 2007 erhielten die beiden Gründer Bruder Matthäus Werner und Hubert Ostendorf dafür den Düsseldorfer Friedenspreis. Des Weiteren wurde Bruder Matthäus Werner 2011 zum Düsseldorfer des Jahres in der Kategorie „Soziales Engagement“ ernannt.

## Belege
1. ↑  Projekte - fiftyfifty. Abgerufen am 8. Februar 2021.
2. ↑  Westdeutsche Zeitung: Wie Underdog Obdachlosen und ihren Hunden in Düsseldorf hilft. 18. Dezember 2018, abgerufen am 8. Februar 2021.
3. ↑  Straßenleben – Obdachlose zeigen ihre Stadt. | Die alternative Stadtführung durch Düsseldorf. Abgerufen am 8. Februar 2021.
4. ↑  gutenachtbus |. Abgerufen am 8. Februar 2021 (deutsch).
5. ↑  fiftyfifty: Gursky, Richter, Ruff – weltberühmte Künstler spenden Werke für Obdachlose. Abgerufen am 8. Februar 2021.
6. ↑  Auflistung der Künstler der Galerie - fiftyfifty. Abgerufen am 31. Oktober 2020.
7. ↑  David Bieber: Obdachlosenverein fiftyfifty: Kein bisschen leise. In: nd. 3. April 2025, abgerufen am 5. April 2025.
8. ↑   Laudatio anlässlich der Verleihung des Düsseldorfer Friedenspreises 2007 (Memento vom 7. Juni 2015 im Internet Archive) (abgerufen am 14. November 2011; PDF-Datei; 39 kB)
9. ↑  WELT: „fifty-fifty“-Macher warnen vor Betrügern ohne Ausweis. In: Die Welt. 13. März 2015 (welt.de [abgerufen am 8. Februar 2021]).
10. ↑  fiftyfifty – Das aktuelle Heft online lesen?.
11. ↑  Obdachlos - Einzug in ein neues Leben. Abgerufen am 8. Februar 2021.
12. ↑   Archivlink (Memento vom 8. Juli 2015 im Internet Archive)

Koordinaten: 51° 12′ 13″ N, 6° 50′ 13″ O